# Museo archeologico provinciale della Lucania occidentale
Il Museo archeologico provinciale della Lucania occidentale è un museo archeologico situato a Padula, in provincia di Salerno.
La sede è nella Certosa di San Lorenzo e conserva, esposti, numerosi reperti archeologici rinvenuti nella Valle del Tanagro, fra tombe, lapidi, statue, capitelli e colonne.

## Storia

### Fondazione e ubicazione
Il Museo Archeologico Provinciale della Lucania Occidentale nasce nel 1957 per raccogliere, conservare e catalogare i ricchi reperti provenienti dagli scavi eseguiti dalla Direzione dei Musei Provinciali di Salerno, fra le città di Sala Consilina e Padula, con circa 1500 tombe scoperte e esplorate. Inaugurato durante la "Settimana dei Musei" nel 1957, il Museo venne collocato che nella monumentale Certosa di Padula, il celebre cenobio dei certosini nato grazie al conte Tommaso II Sanseverino nel 1306.
Già nel 1878, Giuseppe Fiorelli e Ercole Canale Parola auspicavano alla creazione di un Museo Archeologico nella zona del Vallo di Diano. Proprio a seguito della nascita del Museo, il ministro per la Pubblica Istruzione Piero Caleffi, nel 1966, decretò che l'intera Certosa fosse destinata a Museo Archeologico Provinciale. Furono eseguiti ulteriori scavi fra il 1957 e il 1967, nelle tombe di località Menafra, nel comune di Sala Consilina, ad opera di Venturino Panebianco, che arricchirono il numero di reperti presenti nel museo.

#### Allestimenti
L'allestimento del museo subì vari cambiamenti e spostamenti durante gli anni. Le riprese cinematografiche del film C'era una volta... comportarono lo sgombero del museo dal Refettorio, dove era sistemato e dove non ritornò, venendo trasferitonegli spazi più angusti della Cella del Priore, mentre il sogno di Venturino Panebianco sarebbe stato quello di sistemare il Museo definitivamente nella Galleria superiore del chiostro grande.
L'esigenza di restituire alla Cella del Priore gli originale arredi lignei, restaurati, portò il Museo nella Sala ad "Elle" e nel Chiostro dei Procuratori, destinato a Lapidario, con annessi locali per il corpo di guardia e i magazzini, allocati per lungo tempo nei granai, oggi in moderni ambienti negli spazi soprastanti al chiostro.

### Collezioni del museo
Sono conservati reperti di ben 16 secoli storici diversi, dal X sec. a.C. al VI sec. d.C., arricchendosi di materiali provenienti da altre presenze archeologiche del Vallo di Diano.  Il percorso museale parte dai reperti della prima Età del ferro, durante la quale nel Vallo di Diano si praticava quasi esclusivamente il rito dell'incinerazione dei defunti.
Le tombe maschili conservano armi e fibule ad arco serpeggiante, quelle femminili contengono gli oggetti della filatura e fibule ad arco ingrossato. Dal IX sec. in poi i corredi sepolcrali presentano un numero maggiore di oggetti. In particolare, le tombe femminili dell’VIII sec. sono ricche di oggetti ornamentali. In questo secolo si comincia a trovare nelle tombe un genere di vaso, il kántharos, di origine balcanica. Nella seconda metà del VII sec. compaiono altri vasi, tra cui l’oinochóe (vaso per versare il vino), mentre diminuiscono gli oggetti di ornamento personale e delle fibule. Nelle sepolture maschili le armi sono tutte in ferro. La necropoli di Padula è caratterizzata dalla presenza di vasi greci, attici, di eccellente qualità: essi hanno consentito non solo di datare, ma anche di classificare le sepolture, distinguendo (secondo la tipologia dei vasi) quelle maschili da quelle femminili. Infatti, solo raramente si sono trovati armi e oggetti di ornamento personale. Al IV sec. a.C. appartiene un gruppo di antefisse con rappresentazione di teste di Menadi e Sileni, rinvenute nel 1957. Del III-II sec. a.C. è il gruppo dei capitelli figurati, scoperti alla fine del secolo scorso nei pressi della Certosa; le statue e le stele funerarie sono della tarda età repubblicana. All’epoca tardo-antica (III-IV sec. d.C.) appartengono, infine, i materiali provenienti da una villa romana, poi trasformata probabilmente in basilica paleocristiana, scoperta nel 1956.
Sono conservati anche i reperti rinvenuti in località San Cristoforo a Padula, durante gli scavi degli anni 1956-59 e pertinenti ad un’abitazione di II sec. a.C., tra cui notevole è il torso virile marmoreo con resti del panneggio sulla spalla.